# 鈴木敏夫 (船舶工学者)
鈴木 敏夫（すずき としお、1940年 - ）は、日本の工学者。専攻は船舶工学。大阪大学名誉教授。

## 略歴・人物
1959年、静岡県立静岡高等学校卒業。1963年、大阪大学工学部造船学科卒業。1965年、大阪大学工学研究科（造船学）修了。同年、大阪大学助手。1979年、同助教授。1987年、同教授。1998年、大阪大学大学院工学研究科地球総合工学専攻へ。2004年、定年退職、名誉教授。退職後、私立大学教養部非常勤講師、家庭裁判所家事調停委員を務める。

## 著書
- 海中工学シリーズ『海中技術一般』日本造船学会海中技術専門委員会 編集 成山堂書店 1992.2

## 受賞
- 1979年 関西造船協会賞
- 1998年 関西造船協会賞